# Cochrane (Wisconsin)
Cochrane è un comune degli Stati Uniti, situato in Wisconsin, nella Contea di Buffalo.